# يان ماسترز
يان ماسترز (بالإنجليزية: Ian Masters)‏ هو موسيقي بريطاني، ولد في 4 يناير 1964 في بوترز بار ‏ في المملكة المتحدة.

## وصلات خارجية
- يان ماسترز على موقع ميوزك برينز (الإنجليزية)
- يان ماسترز على موقع أول ميوزيك (الإنجليزية)
- يان ماسترز على موقع ديسكوغز (الإنجليزية)